# Belägringen av Kassel (1761)
Belägringen av Kassel (mars 1761) var ett misslyckat försök av hertig Ferdinand av Braunschweig att belägra det franskockuperade Kassel, huvudstaden i Hessen-Kassel. Braunschweig avbröt belägringen efter att Duc de Broglies styrkor drabbats av stora förluster vid slaget vid Grünberg, vilket gjorde det ohållbart att fortsätta med belägringen.